# Progonia micrastis
Progonia micrastis är en fjärilsart som beskrevs av Edward Meyrick 1902. Progonia micrastis ingår i släktet Progonia och familjen nattflyn. Inga underarter finns listade i Catalogue of Life.